# Marie Luise Knott

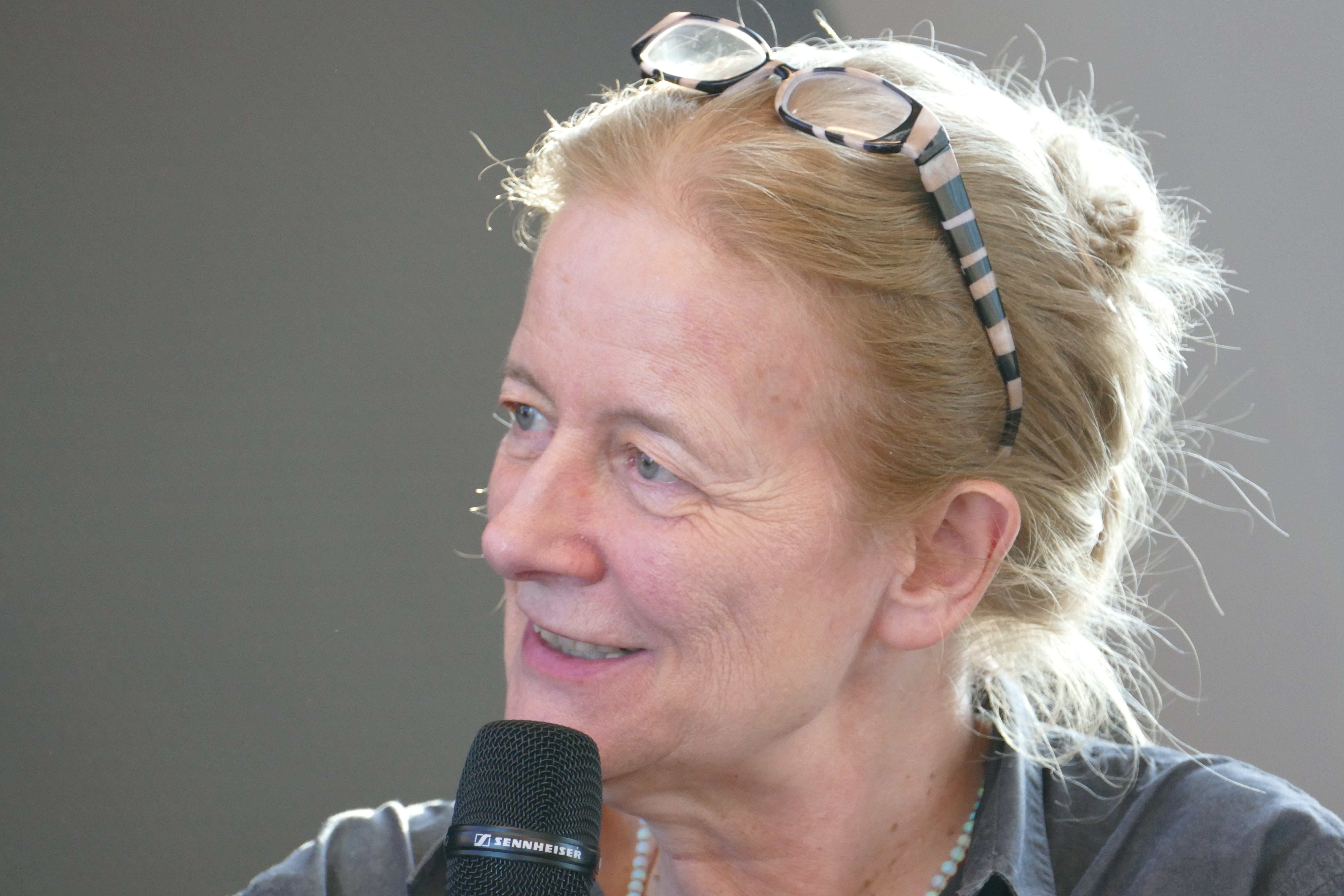
Marie Luise Knott bei Fokus Lyrik in Frankfurt 2019

Marie Luise Knott (geb. am 11. August 1953 in Köln) ist eine Essayistin, Journalistin, Autorin und Übersetzerin. Sie war die Mitgründerin und erste Leiterin der deutschsprachigen Ausgabe von Le Monde diplomatique.

## Leben
Marie Luise Knott studierte Romanistik und Politikwissenschaften in Köln und Konstanz. Von 1978 bis 1986 arbeitete sie als Lektorin zunächst im Otto Maier Verlag in Ravensburg, danach beim Rotbuch Verlag in Berlin. Es folgten zehn Jahre als freie Übersetzerin, Herausgeberin und Publizistin. Seit 1986 forscht und publiziert sie zum Werk und Denken von Hannah Arendt.
1995 gründete sie in der taz die deutschsprachige Ausgabe der französischen Zeitung Le Monde diplomatique, deren Leitung sie bis 2006 innehatte. 2006 war sie zusammen mit Barbara Hahn (aus Berlin und Nashville Tennessee) Kuratorin der Ausstellung „Hannah Arendt – Von den Dichtern erwarten wir Wahrheit“, die in den Literaturhäusern Berlin und Frankfurt sowie im Gasteig München zu sehen war. Seitdem schreibt und spricht sie auch wieder zunehmend Beiträge in der FAZ, dem perlentaucher, der taz, der Frankfurter Anthologie und dem Deutschlandfunk.
2011 erschien ihr Essay-Band Verlernen. Denkwege bei Hannah Arendt, der für den Leipziger Buchpreis nominiert war. Darin skizziert sie Erkenntniswege, mit deren Hilfe sich Hannah Arendt, die Theoretikerin der Freiheit, kollektive Lebenslügen und vorgefasste Meinungen austreibt, die am Denken hindern. Die Kraft der Bilder und der Begriffe machen den Denkraum Hannah Arendts zu einem verlässlichen Ort, in dem der Leser seine eigene denkerische Ratlosigkeit aufgehoben weiß und sich selbst in wesentliche gedankliche Prozesse verwickeln kann. In den vier Kapiteln: „Lachen“, „Übersetzen“, „Verzeihen“ und „Dramatisieren“ erweisen sich Arendts Wege des Verlernens als Anstöße zu politischem Handeln und Urteilen. In einer Kritik der englischen Ausgabe hieß es:

“It is hard to think of any other book on Arendt that gives out half as much light not to mention joy.”

Marie Luise Knott ist seit 2009 im Vorstand des Deutschen Übersetzerfonds; sie unterrichtet an der dortigen Akademie für Übersetzungskunst zum Übersetzen von Lyrik (gemeinsam mit Ulf Stolterfoht) und zu Creative Writing (gemeinsam mit Uljana Wolf).
Im Perlentaucher hat sie seit 2013 eine monatliche Kolumne zu zeitgenössischer Lyrik, Tagtigall.
In ihrem Essayband Dazwischenzeiten – 1930. Wege in der Erschöpfung der Moderne, der 2017 erschien, untersuchte sie die künstlerischen Suchbewegungen von Erwin Piscator, Karl Wolfskehl, Bertolt Brecht und Paul Klee in der Krise des Jahres 1930.
2022 erschien ihr Langessay 370 Riverside Drive, 730 Riverside Drive, in dem sie ausgehend von einem Brief von Hannah Arendt an den Schriftsteller Hintergründe und Denkbewegungen zu Fragen der Colorline im Werk von Hannah Arendt erkundet. In einer Besprechung heißt es:

„Marie Luise Knott schreibt elegant, einfühlsam, gedankenreich. Sie spricht von Arendts "Sang und Klang" - und hat ihren eigenen. Sie packt heikle Themen an und tut dies zugleich behutsam und bestimmt.“

Sie wurde hierfür 2022 mit dem Tractatus-Preis ausgezeichnet. 2023 war sie Distinguished Lecturer und Fellow in Residence am Bard College.
Marie Luise Knott lebt in Berlin, ist verheiratet und hat zwei Kinder.

## Werke

### Als Autorin
- 2007 Hannah Arendt – Von den Dichtern erwarten wir Wahrheit. Schriften Literaturhaus Berlin, 17; mit Barbara Hahn
- 2011 Verlernen: Denkwege bei Hannah Arendt. Illustr. Nanne Meyer. Matthes & Seitz, Berlin ISBN 978-3-88221-605-9
- 2017 Dazwischenzeiten – 1930. Wege in der Erschöpfung der Moderne. Matthes & Seitz, Berlin ISBN 978-3-95757-472-5
- 2022 370 Riverside Drive, 730 Riverside Drive - Hannah Arendt und Ralph Ellison. 17 Hinweise. Matthes & Seitz, Berlin ISBN 978-3-7518-0344-1.

### Als Herausgeberin
- 1986 Hannah Arendt: Zur Zeit. Politische Essays. Aus dem Amerikanischen von Eike Geisel. Rotbuch, Hamburg 1986 und (aktual. und erw. Neuausgabe:) 1999 ISBN 3-434-53037-1
- 2000 Hannah Arendt: Vor Antisemitismus ist man nur noch auf dem Monde sicher. Beiträge für die deutsch-jüdische Zeitschrift Aufbau 1941–1945. Piper, München 2000 u.ö. ISBN 3-492-04094-2; wieder ebd. 2019
- 2010 Hannah Arendt – Gershom Scholem. Der Briefwechsel, Mitarbeit: David Heredia, Suhrkamp Verlag
- 2012 John Cage: Empty Mind. Essays, Hgg. Walter Zimmermann. (In Deutsch) Suhrkamp, 2012 (mit je einem Kurz-Essay der Hgg. im Anhang)
- 2013 Mit anderen Worten. Zur Poetik der Übersetzung I. Hgg. mit Georg Witte, Matthes & Seitz, Berlin           ISBN 978-3-88221-390-4
- 2015 Denn wir haben Deutsch. Luthers Sprache aus dem Geist der Übersetzung. Hgg. Thomas Brovot, Ulrich Blumenbach. Matthes & Seitz, Berlin ISBN 978-3-95757-145-8
- 2017 Zaitenklänge. Geschichten aus der Geschichte der Übersetzung. Hgg. Thomas Brovot, Ulrich Blumenbach, Jürgen Jakob Becker. Zeichnungen Nanne Meyer. Matthes & Seitz, Berlin ISBN 978-3-95757-567-8
- 2018 Hannah Arendt, Was heißt persönliche Verantwortung unter einer Diktatur? HGG und mit einem Essay von M. L. Knott, <überarb. einer Übersetzung von Eike Geisel.[4]
- 2019 Hannah Arendt, Wir Juden, Schriften 1935-1964, Hgg. mit Ursula Ludz. Piper, München, ISBN 978-3-492-05561-1
- 2021 Ins Unreine. Zur Poetik der Übersetzung II, Hgg. mit Georg Witte. Matthes & Seitz, Berlin, ISBN 978-3-7518-0350-2
- 2021 Die Hochsee der Ilse Aichinger. Ein unglaubwürdiger Reiseführer zu ihrem 100. Geburtstag. Mit Uljana Wolf (Hg.). Reihe Zwiesprachen der Lyrik Kabinett. Wunderhorn, Heidelberg. ISBN 978-3-88423-652-9
- 2024 Barbara Köhler. Schriftstellen Herausgegeben und mit einem Nachwort von Marie Luise Knott. Suhrkamp 2024, ISBN 978-3-518-22554-7

### Als Kuratorin
- 2006 Hannah Arendt – Von den Dichtern erwarten wir Wahrheit, mit Barbara Hahn. Veranstalter: Literaturhaus Berlin
- 2017 Urbans Orbit. Einblicke in den Nachlass eines Übersetzers., mit Andreas Tretner. Veranstalter Deutscher Übersetzerfonds, in Zusammenarbeit mit dem  Literarisches Colloquium Berlin
- 2021 Die Hochsee der Ilse Aichinger. Ein unglaubwürdiger Reiseführer zu ihrem 100. Geburtstag. Mit Uljana Wolf (Hg.). Reihe Zwiesprachen der Lyrik Kabinett. Wunderhorn, Heidelberg. ISBN 978-3-88423-652-9

### Als Übersetzerin
- 1987 Didier Daeninckx, Karteileichen, Berlin
- 1988 Jean Vautrin, Bloody Mary, Berlin
- 1989 Fatima Mernissi, Geschlecht Ideologie Islam. Übers. mit Brunhilde Wehinger
- 1990 Juliette Minces, Verschleiert – Frauen im Islam, Übers. mit  Michaela Ott
- 1991 Jean Vautrin, Haarscharf am Leben, Berlin
- 1995 Michel Pastoureau, Des Teufels Tuch: Eine Kulturgeschichte der Streifen und der gestreiften Stoffe. Frankfurt
- 1995 Jean Vautrin, Groom, Berlin
- 1995 Danielle Auby, Der Wald der toten Dichter. Basel
- 1995 François Place, Die letzten Riesen. München
- 1997–2000 François Place, Phantastische Reisen, 3 Bde., München
- 2011 Laurence Maurel, Christian Straboni: Chapeau, Herr Rimbaud!. Comic. Matthes & Seitz, Berlin
- 2014 Anne Carson: Anthropologie des Wassers. Matthes & Seitz, Berlin
- 2017 Cécile Wajsbrot: Das Presbyterium, in Olga Mannheimer Hg.: Blau Weiß Rot. Frankreich erzählt. dtv, München, ISBN 3-423-26152-8 S. 317–323 (Erstveröffentlichung)
- 2017 Anne Carson: Albertine. 59 Liebesübungen. Matthes & Seitz, Berlin
- 2020 Anne Carson: Irdischer Dunst. Matthes und Seitz, Berlin, ISBN 978-3-95757-962-1.

## Auszeichnungen
- Nominiert für den Leipziger Buchpreis 2011[5]
- 2011 Shortlist Tractatus-Preis für philosophische Essayistik für Verlernen. Denkwege bei Hannah Arendt.[6]
- 2022 Tractatus-Preis für hervorragende Essayistik für 370 Riverside Drive, 730 Riverside Drive. Hannah Arendt und Ralph Ellison[7]
- 2024 Johann-Heinrich-Merck-Preis für literarische Kritik und Essay[8]